# Оренбургская экспедиция
Оренбургская экспедиция (с 1737 года Оренбургская комиссия, 1734—1744) — государственное учреждение в России, ведавшее организацией торговли с народами Средней и Центральной Азии и дальнейшим присоединением их к России. Но из-за начала восстаний, совместно с Башкирской комиссией занималась их подавлением и строительством системы укреплений на границе киргиз-кайсацких земель. Штаб-квартира располагалась в городах Уфа (1734—1736), Самара (1736—1743), с лета 1736 до начала 1737 года штаб находился в Симбирске, а в 1743—1744 гг. — в Оренбурге. Упразднена с образованием Оренбургской губернии в марте 1744 года.

## История
Оренбургская экспедиция (первоначально — Известная экспедиция) была учреждена по проекту обер-секретаря Сената Ивана Кирилова — «Изъяснение о киргиз-кайсацких и каракалпакских ордах», утверждённое императрицей Анной Иоанновной 1 мая 1734 года. 
Основные задачи экспедиции касались Средней Азии, Бадахшана, Приаралья. Предполагалось построить пристань на Аральском море. В состав экспедиции входили матросы и галерные мастера. Первым её мероприятием было основание крепости Оренбург (позднее — Орск) на границе Башкирии и казахских степей при впадении реки Ори в Яик. В целом, комиссией было основано 53 крепости и около 40 редутов и форпостов.
Организация экспедиции привела к изменению политики царской администрации в отношении к коренному населению. После массового изъятия башкирских вотчинных земель в пользу государственной казны, дворян, чиновников, офицеров, солдат и других переселенцев к середине XVIII века башкиры потеряли около половины своих вотчин. Кроме этого, выросли налоги и повинности. Царские чиновники установили контроль над деятельностью мусульманского духовенства, ввели запрет на строительство мечетей и начали политику насильственной христианизации. Также ограничилось местное самоуправление: снизилась роль йыйынов и выборные старосты волостей заменялись назначаемыми властями старшинами. Башкирам запрещалось подавать царю челобитные от имени всего народа, покупать и продавать огнестрельное оружие, заниматься кузнечным делом и изготовлением оружия вне границ городов, свободно переходить из одной местности в другую и т. д.
В состав Оренбургской экспедиции входили учёные различных направлений науки, ведшие географические и этнографические описания, разведку полезных ископаемых, составление карт и так далее. Однако деятельность экспедиции в значительной степени ограничивалась вопросами внутреннего управления Башкирией и борьбой с крупными башкирскими восстаниями в 30-е годы XVIII столетия. После смерти Кирилова в 1737 году Оренбургскую экспедицию возглавляли В. Н. Татищев, В. А. Урусов, И. И. Неплюев. Также в составе экспедиции был экономист П. И. Рычков, известный по краеведческим и историографическим трудам.
Историк П. Н. Столпянский дал следующую оценку деятельности комиссии:

«Но план Кирилова, составленный умозрительно, на основании одних теорий, на деле оказался не столь легко осуществим. Пришлось мечтать не об устроении флотилии на Аральском море, думать не о снаряжении торговых караванов из Оренбурга через киргизскую степь в богатую золотом, пряностями, драгоценными камнями и тонкими тканями благодатную Индию, — нет, пришлось вести упорную кровавую борьбу за каждый шаг, за каждый кусочек номинально числящейся за ними земли и вести борьбу на два фронта. С двумя народностями, тоже номинально состоящими в нашем подданстве: с боков давили башкиры, которые понимали, что их владычеству пришел конец, а впереди были воинственные номады киргизы…»— Основатели Оренбургской губернии
Однако проект Кириллова оказался тяжёлым чтобы его осуществлять, Башкирская война начавшаяся после того как они узнали о новом наступление на их земли, заставили его и его преемников задуматся над покорением Башкирских земель. Построив Оренбургскую линию, правительство окружило Башкортостан, заставила подчиниться Башкир и присоединило эту территорию к империи. 
В 1744 году её канцелярия преобразована в Оренбургскую губернскую канцелярию.

## Начальники экспедиции
- Кирилов Иван Кириллович (1734—1737)
- Татищев Василий Никитич (1737—1739)
- Урусов Василий Алексеевич (1739—1741)
- Соймонов Леонтий Яковлевич (1741—1742)
- Неплюев Иван Иванович (1742—1744)